# Juan Vicente de Güemes Padilla Horcasitas y Aguayo
Pour les articles homonymes, voir Juan Padilla, Padilla et Güemes.
Juan Vicente de Güemes Padilla Horcasitas y Aguayo, deuxième Comte de Revillagigedo (ou Juan Vicente de Güemes Pacheco de Padilla y Horcasitas) (5 avril 1738 à La Havane — 2 mai 1799 à Madrid) était un officier de l'armée espagnole et Vice-roi de Nouvelle-Espagne du 17 octobre 1789 au 11 juillet 1794. Il est connu pour la qualité de ses réformes et comme l'un des meilleurs administrateurs de l'Espagne coloniale — sans doute le dernier Vice-roi compétent de Nouvelle-Espagne.

## Jeunesse et carrière militaire
Très jeune, Güemes Padilla Horcasitas sert dans l'armée et se distingue en combattant les britanniques lors du siège de Gibraltar. Il obtient le grade de lieutenant colonel. Il sera fait chevalier de l'Ordre de Charles III, baron de Benilloba et de Rivarroja.

## Vice-roi de Nouvelle-Espagne
Il arrive à Veracruz le 8 octobre 1789 et y prend ses fonctions de Vice-roi, capitaine général et président de l'Audiencia le 17. Il est le troisième Vice-roi créole. Son père, Juan Francisco de Güemes y Horcasitas était capitaine général de Cuba, où son fils est né, puis plus tard Vice-roi de Nouvelle-Espagne (1746-55). On disait du fils qu'il ne dormait que trois à quatre heures par nuit, commençant son travail vers les une heure du matin.
La semaine où Güemes Padilla entre en fonction, une bande de hors-la-loi assassine Joaquín Dongo, un marchand et important citoyen de la capitale, ainsi que dix de ses employés. Güemes Padilla n'aura besoin que de treize jours pour localiser la bande, juger et faire exécuter les meurtriers. Blanco, Aldama et Quintero sont garrotés pour meurtres le 7 novembre sur l'échafaud de la Plaza de Mexico. Pour cette raison, on l'appellera souvent le Vindicator de Justicia.

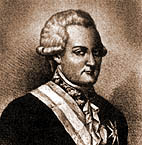
Juan Vicente de Güemes, vice-roi.

Deux autres meurtres marqueront la suite de sa carrière. Le premier est celui du préfet du Monastère de Merced, tué par un prêtre de son ordre le 23 septembre 1790. L'autre, celui de Lucas de Gálvez y Montes de Oca, gouverneur et capitaine général du Yucatán le 25 juin 1792.

### Les défis de son mandat
Il trouve une capitale décrépite et sale — rues, marchés, promenades. La plupart des gens se promènent dans de fines robes, coiffés de chapeaux de paille élimés. Les maisons sont bâties à la va-vite et mal entretenues. L'éducation publique s'est détériorée. Il n'existe plus d'écoles primaires gratuites et les écoles privées sont insuffisantes. La plupart des rues n'ont pas été entretenues et justes bonnes à être parcourues à pied ou à dos de mulet. L'armée est dans un piteux état.

### Ses réformes
Il ordonne que le palais vice-royal soit immédiatement nettoyé et que les échoppes de nourriture en soient bannies. Il interdit à la population de jeter des ordures dans les rues et fait enlever les animaux errants de ces dernières. Il ordonne qu'aucun édifice ne soit construit sans autorisation. Il fait continuer le pavage des rues en dehors du centre de la capitale.
Il fait beaucoup pour éradiquer la prévarication et la corruption au sein des employés du gouvernement. Il met en place un nouveau système d'intendances dans le gouvernement (commencé par un Vice-roi précédent, Alonso Núñez de Haro y Peralta). Il réorganise les tribunaux et crée des écoles pour les indigènes dans différentes villes. Il s'attache les services de professeurs compétents pour l'académie de San Carlos, fonde une chaire de mathématiques et une autre d'anatomie.
Il ordonne que soit établi les plans des principales villes, stimule l'établissement de fabriques et poursuit les travaux du système de drainage de Mexico. Il encourage la culture des végétaux permettant la production de textiles — coton, chanvre, lin et mûrier — et réglemente la coupe du bois.
À Mexico, il organise un grand canicide, faisant tuer des milliers de chiens errants en 1790-1793,.